# Robin Cousins
Robin Cousins (ur. 17 sierpnia 1957 w Bristolu) – brytyjski łyżwiarz figurowy, olimpijczyk, choreograf, komentator sportowy.
Mistrz olimpijski 1980, trzykrotny medalista mistrzostw świata, 4-krotny medalista mistrzostw Europy, 4-krotny mistrz Wielkiej Brytanii, a także triumfator Skate Canada International, NHK Trophy, Grand Prix International St. Gervais. Następnie jako profesjonalny zawodnik występował w pokazach na lodzie, a także stworzył kilka własnych. Jest w stanie obracać się w obu kierunkach, zarówno zgodnie z ruchem wskazówek zegara, jak i przeciwnie do ruchu wskazówek zegara, co jest niezwykłą umiejętnością dla łyżwiarza figurowego.

## Wczesne życie
Robin Cousind urodził się w Bristolu jako syn Jo, sekretarki i Freda, urzędnika państwowego, który wcześniej był bramkarzem FC Millwall. Ma dwóch starszych braci: Martina i Nicka. Po raz pierwszy na lód wszedł w 1963 roku, w wieku 6 lat na lodowisku Westover Road Ice Rink podczas wakacji w Bournemouth. Ciesząc się tym zajęciem, poprosił o lekcje na Boże Narodzenie w 1964 roku.
Jako młody łyżwiarz figurowy trenował taniec na lodzie w tym samym czasie, co soliści. Jego pierwszym trenerem była tancerka, Pamela Davies, następnie Gladys Hogg w Queen's Ice Club London, potem Carlo Fassi. W wieku 16 lat porzucił szkołę, aby skupić się na łyżwiarstwie figurowym. Po przeprowadzce do Londynu znalazł pracę układając półki w domu towarowym Whitely'ego.

## Kariera

### Kariera amatorska
Robin Cousins swój pierwszy krajowy tytuł zdobył w 1969 roku, w wieku 12 lat na poziomie „nowicjuszy”. W 1971 roku, w wieku 14 lat został mistrzem Wielkiej Brytanii juniorów i w tym samym roku zadebiutował na arenie międzynarodowej, w której występował do 1980 roku. W tym okresie był dwukrotnie wicemistrzem świata (1979, 1980) oraz brązowym medalistą mistrzostw świata 1978, trzykrotnie brązowym medalistą mistrzostw Europy (1977, 1978, 1979), 4-krotnie mistrzem Wielkiej Brytanii (1977, 1978, 1979, 1980), trzykrotnie wicemistrzem Wielkiej Brytanii (1974, 1975, 1976) oraz brązowym medalistą mistrzostw Wielkiej Brytanii 1973, a także triumfował w Skate Canada International 1977, NHK Trophy 1979, Grand Prix International St. Gervais w 1976 roku.
W 1980 roku w Göteborgu zdobył mistrzostwo Europy oraz mistrzostwo olimpijskie w Lake Placid w stanie Nowy Jork. Na zimowych igrzyskach olimpijskich 1980 w konkurencji solistów zajmował 2. miejsce po figurach obowiązkowych i programie krótkim, za NRD-owskim zawodnikiem, Janem Hoffmannem. Jednak potem Cousins przejechał spektakularny długi program, otrzymując 5,9/6,0 od ośmiu z dziewięciu sędziów za wrażenie artystyczne. Jan Hoffmann dostał lepsze wyniki za technikę, jednak sześciu sędziów lepiej łącznie oceniło Cousinsa, który tym samym wygrał zawody, po czym zakończył karierę amatorską.

### Kariera profesjonalna
Cousins po zakończeniu kariery amatorskiej, rozpoczął karierę profesjonalną, w której również odnosił sukcesy. Zdobył dwukrotnie mistrzostwo świata zawodowców (1985, 1987), 4-krotnie wicemistrzostwo świata zawodowców (1980, 1986, 1990, 1992) oraz brązowym medalistą mistrzostw świata zawodowców 1991.
Występował także w kilku pokazach łyżwiarskich, takich jak Holiday on Ice oraz Ice Capades. Wykonał najdłuższy skok Axela oraz 16 listopada 1983 roku najdłuższy przewrót w tył na łyżwach figurowych (5,48 m i 5,81 m), co jest rekordem w Księdze rekordów Guinnessa.

## Osiągnięcia

### Kariera amatorska
| Zawody                                  | 70–71          | 71–72          | 72–73          | 73–74          | 74–75          | 75–76          | 76–77          | 77–78          | 78–79          | 79–80          |
| Międzynarodowe                          | Międzynarodowe | Międzynarodowe | Międzynarodowe | Międzynarodowe | Międzynarodowe | Międzynarodowe | Międzynarodowe | Międzynarodowe | Międzynarodowe | Międzynarodowe |
| --------------------------------------- | -------------- | -------------- | -------------- | -------------- | -------------- | -------------- | -------------- | -------------- | -------------- | -------------- |
| Igrzyska olimpijskie                    |                |                |                |                |                | 10             |                |                |                | 1              |
| Mistrzostwa świata                      |                |                |                |                | 12             | 9              | WD             | 3              | 2              | 2              |
| Mistrzostwa Europy                      |                |                | 15             | 11             | 11             | 6              | 3              | 3              | 3              | 1              |
| GP Skate Canada International           |                |                |                |                |                |                | 2              | 1              |                |                |
| GP NHK Trophy                           |                |                |                |                |                |                |                |                |                | 1              |
| GP Grand Prix International St. Gervais |                |                |                |                |                |                | 1              |                |                |                |
| Krajowe                                 |                |                |                |                |                |                |                |                |                |                |
| Mistrzostwa Wielkiej Brytanii juniorów  | 1              |                |                |                |                |                |                |                |                |                |
| Mistrzostwa Wielkiej Brytanii           |                |                | 3              | 2              | 2              | 2              | 1              | 1              | 1              | 1              |

### Kariera profesjonalna
| Zawody                                  | 1980 | 1981 | 1985 | 1986 | 1987 | 1988 | 1989 | 1990 | 1991 | 1992 | 1993 | 1994 | 1995 | 1997 |
| --------------------------------------- | ---- | ---- | ---- | ---- | ---- | ---- | ---- | ---- | ---- | ---- | ---- | ---- | ---- | ---- |
| Mistrzostwa świata zawodowców           | 1    | 2    | 1    | 2    | 1    | 4    |      | 2    | 3    | 2    |      |      |      |      |
| Challenge of Champions                  |      |      | 1    | 2    |      |      |      | 3    | 4    |      | 2    |      | 3    |      |
| Puchar Świata                           |      |      |      |      |      |      | 1    |      |      |      |      |      |      |      |
| Drużynowe mistrzostwa świata zawodowców |      |      |      |      |      |      |      |      |      |      |      | 3    |      |      |
| North American Open                     |      |      |      |      |      |      |      |      |      |      |      | 3    |      |      |
| Canadian Pro Championship               |      |      |      |      |      |      |      |      |      |      |      | 4    |      |      |
| Legends Championship                    |      |      |      |      |      |      |      |      |      |      |      |      |      | 2    |

## Wyróżnienia
- Osobowość Roku BBC Sport: 1980
- Członek Światowej Galerii Sławy Łyżwiarstwa Figurowego: 2005
- Członek programu pt. Sztuka Olimpijczyków (AOTO): 25 marca 2016[9]

## Programy
| Sezon   | Program krótki (SP)                                              | Program dowolny (FS)                                                                                      | Pokazy mistrzów                                                                       |
| ------- | ---------------------------------------------------------------- | --- | ------------------------------------------------------------------------------------- |
| 1979–80 | - Przygoda przyjeżdża pociągiem – Johnny Douglas                 | - Piękność dnia - Smoki o północy - Morderstwo w Orient Expressie - Paint It, Black                       | - With You I'm Born Again - Don’t Stop ’Til You Get Enough - Where Do I Go? from Hair |
| 1978–79 | - Jezioro łabędzie itp. – Piotr Czajkowski, Dmitrij Szostakowicz | - Wystawa klasyczna                                                                                       |                                                                                       |
| 1977–78 | - Przygoda przyjeżdża pociągiem                                  | - Lady Sings The Blues - Yellow Submarine (instrumentalnie) - Cisza filmowa – Michel LeGrand, John Morris | - Wystawa dyskotekowa - Piosenka kwiatowa z Carmena – Georges Bizet                   |
| 1976–77 | - Przygoda przyjeżdża pociągiem                                  | - Eldorado - Kalinka - Clair De Lune - Hava Nagila – Electric Light Orchestra, Claude Debussy             |                                                                                       |
| 1975–76 |                                                                  | - Variation on Three Blind Mice – John Danworth                                                           |                                                                                       |
| 1974–75 |                                                                  | | - Enter the Greeks                                                                    |
| 1973–74 |                                                                  | | - Malagueña – Ernesto Lecuona                                                         |

## Choreograf
Robin Cousins w 1983 roku założył własną firmę zajmującą się występami na łyżwach, która koncertowała po całym świecie z profesjonalnymi pokazami lodowymi Electric Ice i Ice Majesty. Zagrał, wyprodukował, wyreżyserował oraz robił choreografię do wielu międzynarodowych programów telewizyjnych na lodzie: Dziadek do orzechów, Fantazja na lodzie, Śpiąca królewna na lodzie, Czarnoksiężnik z krainy Oz na lodzie, Toy Story na lodzie, Starlight Express on Ice Andrew Lloyda Webbera oraz liczne produkcje do Holiday on Ice oraz filmu pt. Na ostrzu.
Następnie przez kilka lat był stałym prezenterem i komentatorem dla stacji BBC Sport podczas mistrzostw świata, mistrzostw Europy oraz igrzysk olimpijskich. W latach 2006–2014 był głównym sędzią w brytyjskiej wersji programu pt. Gwiazdy tańczą na lodzie, jednak po reaktywacji programu w 2018 roku nie wrócił.
Współpracował także brytyjską drużyną pływania synchronicznego.
Był także choreografem swojego bratanka, Tristana (ur. 1982), który również był łyżwiarzem figurowym.

## Teatr
Robin Cousins występował również na scenie. Grał w musicalach: Rodgersa i Hammersteina pt. Cinderella (wcielił się w rolę Księcia), Koty (wcielił się w rolę Munkustrapa), The Rocky Horror Show (wcielił się w rolę Franka N Furtera), Grease and Billy Flynn w Chicago (wcielił się w rolę Nastoletniego Anioła) na deskach teatru West End w Londynie. 
Grał w sztuce pt. Królewna Śnieżka i siedmiu krasnoludków (wcielił się w rolę Księcia) na deskach teatru Grand Opera House w Belfaście oraz wykonywał pantomimę, grając Jacka Frosta w sztuce pt. Święty Mikołaj wraca do Jacka Frosta w Mayflower Theatre w Southampton.

## Działalność społeczna
Robin Cousins jest patronem organizacji Meningitis UK i dziecięcej organizacji charytatywnej dla dzieci Starr Trust w Brighton. Z powodu
Jest również działaczem na rzecz LGBT.

## Życie prywatne
Robin Cousins przeszedł łącznie osiem operacji, w tym wymianę stawu kolanowego po pięćdziesiątce. Problemy zdrowotne zaczęły się podczas mistrzostw świata 1974 w Monachium, z powodu czego wycofał się z rywalizacji i wrócił do Bristolu, gdzie przeszedł pierwszą z dwóch operacji stawu kolanowego, natomiast druga taka operacja odbyła się zaraz po mistrzostwach świata 1977 w Tokio, kiedy jego chrząstka lewego kolana rozerwała się i zablokowała. Do 1980 roku przeszedł poważną operację na lewym i prawym kolanie.
W grudniu 1980 roku wystąpił w jednym odcinków programu pt. This Is Your Life, gdyż prowadzący Eamonn Andrews przebywał wówczas w rodzinnym mieście Cousinsa, Bristolu.
10 marca 2012 roku pojawił się w corocznej edycji specjalnej teleturnieju pt. Family Fortunes, All Star Family Fortunes ze swoimi bratankami: Jamesem, Oliverem, Robinem i Tristanem. W sierpniu 2013 roku pojawił się w teleturnieju pt. Tipping Point.